# Zwiebelvergiftung

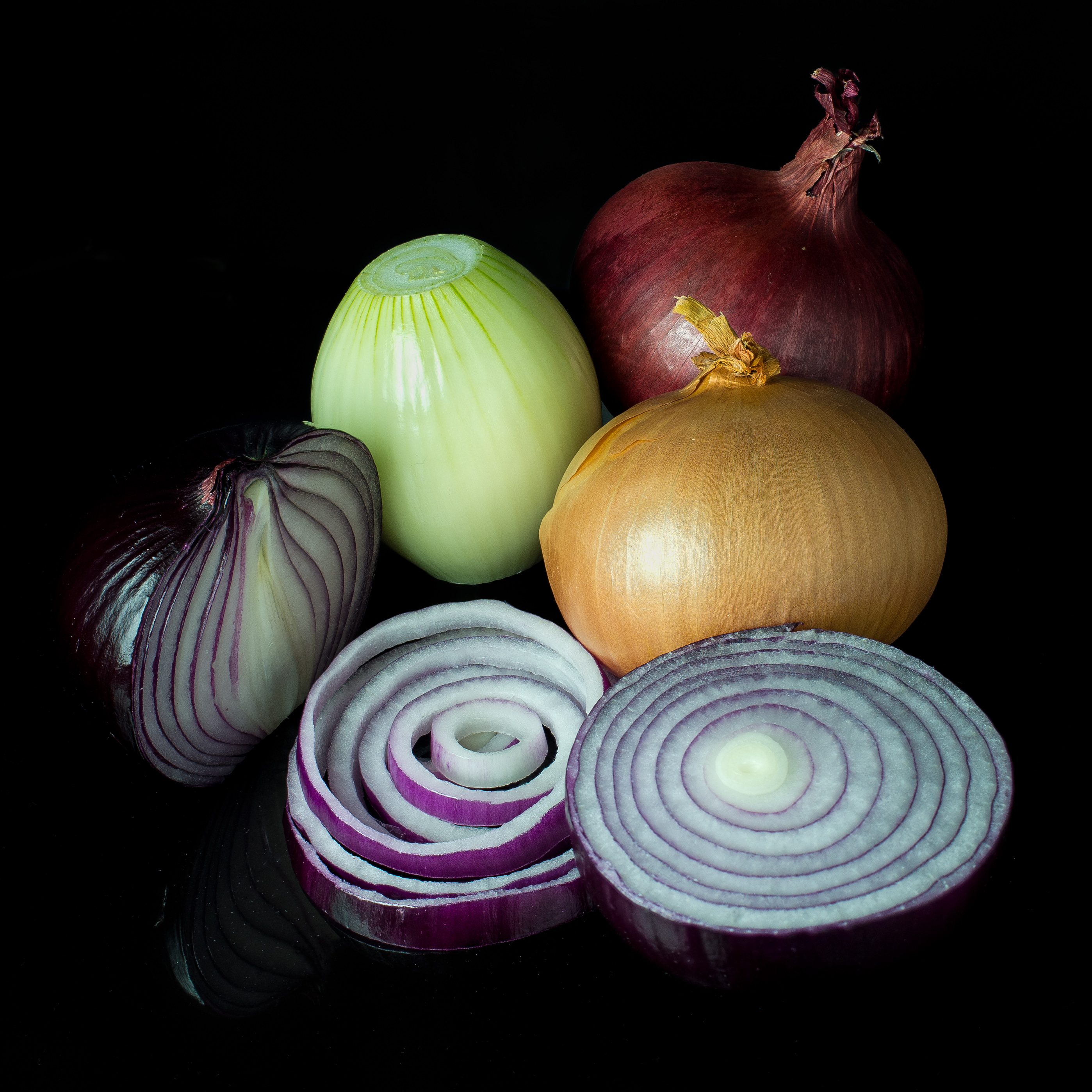
Verschiedene Zwiebelsorten

Die Zwiebelvergiftung wird durch Propyldisulfide und Allicin hervorgerufen und tritt beim Verzehr sowohl im rohen als auch gekochten oder getrockneten Zustand auf. Zwiebeln sind, genau wie andere Lauchgewächse wie Lauch, Knoblauch, Bärlauch oder Schnittlauch, für einige Tiere stark giftig. Bei den Haustieren reagieren am empfindlichsten Katzen, gefolgt von Hunden, Rindern, Pferden und Vögeln. 
Die Ursache der erhöhten Empfindlichkeit gegenüber diesen Inhaltsstoffen liegt in einer geringeren Ausstattung der roten Blutkörperchen mit schützenden Enzymen wie Glucose-6-phosphat-Dehydrogenase und Katalase sowie Glutathion bei diesen Tierarten. Dadurch kommt es zur Bildung von Methämoglobin und damit zu einer Denaturierung und Zerstörung der Zellmembran mit Zerfall der roten Blutkörperchen („Zwiebelanämie“). Bei der Katze sind schon 5 g rohe Zwiebel pro kg Körpermasse, beim Hund 15–20 g/kg toxisch. Hunde bestimmter Rassen, deren rote Blutkörperchen genetisch bedingt eine erhöhte Konzentration an reduziertem Glutathion und Kalium aufweisen, zeigen eine höhere Empfindlichkeit gegenüber der durch Zwiebelgewächse induzierten oxidativen Schädigung der roten Blutzellen. Dies betrifft zum Beispiel den Akita, den Shiba und den Korea Jindo Dog. Beim Menschen treten keine Vergiftungen auf, hier können allenfalls Allergien vorkommen.
Bei Hunden und Katzen zeigt sich die Zwiebelvergiftung zunächst in Erbrechen und Durchfall. Nach wenigen Tagen dominieren dann die Symptome der Anämie. Es treten blasse Schleimhäute, Schwäche, Fressunlust, Blutharnen, Herzrasen und forcierte Atmung auf. Im Blutbild ist die Zahl der roten Blutkörperchen und damit der Hämatokrit vermindert, es treten Heinz-Körper als Zeichen der Denaturierung sowie Poikilozytose, Anisozytose, Makrozytose und Polychromasie auf. In der Heilungsphase ist die Zahl der Retikulozyten erhöht und es kommt zu einer Neutrophilie mit Linksverschiebung.
Bei Rindern und Pferden treten wenige Tage nach der Aufnahme Fressunlust, Abgeschlagenheit, Wanken, Paresen und Hämoglobinurie auf. Es kann zu einer Gelbsucht sowie Herzrasen und erhöhter Atemfrequenz kommen.
Eine spezifische Behandlung gibt es nicht. Unmittelbar nach der Aufnahme kann durch das Auslösen von Erbrechen oder die Gabe von Paraffinöl die Aufnahme im Magen-Darm-Trakt vermindert werden. Mittels Infusionen kann die Harnausscheidung verstärkt werden. Vitamine und Eisenpräparate werden zur Regeneration der roten Blutkörperchen eingesetzt. Eine Bluttransfusion kann bei schweren Anämien angezeigt sein. Die Erholung dauert meist etwa zwei Wochen. Todesfälle sind beschrieben.